# سیارک ۲۳۰۵۴
سیارک ۲۳۰۵۴ (به انگلیسی: 23054 Thomaslynch، نامگذاری:1999XE42) بیست و سه هزار و پنجاه و چهارمین سیارک کشف شده‌است که در ۷ دسامبر ۱۹۹۹ کشف شد.
قدر مطلق سیارک برابر ۱۲.۳ است.